# Ronald Hutton
Ronald Hutton (Udhagamandalam, India, diciembre de 1953) es profesor de historia en la Universidad de Bristol y ocasionalmente comentarista en los medios de radio y televisión del Reino Unido sobre la historia del paganismo en las islas británicas.

## Carrera
Estudió en el instituto del condado de Ilford en 1960 y 1970 llegando a ganar una beca para estudiar historia en el Pembroke College en Cambridge. Sus áreas de especialidad incluyen la historia de las islas británicas en los siglos XVI y XVII, especialmente la reforma, guerras civiles, restauración inglesa y Carlos II de Inglaterra. También ha escrito sobre paganismo antiguo, medieval y magia y sobre creencias de brujería y chamanismo.
En tres de sus libros estudió el desarrollo de la Rueda del Año en Bretaña explorando muchos mitos sobre la antigüedad de los festivales y sus prácticas. Su libro, Triumph of the Moon: A history of modern pagan wichcraft (Triunfo de la luna: una historia de la brujería pagana moderna) estudia el desarrollo de la Wicca y el contexto en el cual se formó. Cuestiona muchas hipótesis sobre su desarrollo y argumenta que muchas de las conexiones alegadas a las tradiciones paganas duraderas son perfectamente entendibles como creaciones bajomedievales de la Alegre Inglaterra.
Su último trabajo trata sobre los orígenes del druidismo moderno y de cómo el movimiento druida moderno emergió en la historia, explicando por qué el druidismo moderno era tan importante para sus fundadores, y por qué sigue siendo tan popular hoy en día. Parte de este material se dio como primera lectura de las series Mount Haemus Award. Tiene antepasados rusos.

## Publicaciones y documentales
- Charles the Second, King of England, Scotland and Ireland, 1989 - ISBN 0-19-822911-9
- The Pagan Religions of the Ancient British Isles: Their Nature and Legacy, 1993 - ISBN 0-631-18946-7
- "The Discovery of the Modern Goddess" in Nature Religion Today, (Joanne Pearson, Richard H. Roberts, Geoffrey Samuel, eds) 1998 - ISBN 0-7486-1057-X
- The British Republic 1649-1660, 2000 - ISBN 0-333-91324-8
- The Rise and Fall of Merry England: The Ritual Year, 1400-1700, 2001 - ISBN 0-19-285447-X
- The Stations of the Sun: A History of the Ritual Year in Britain, 1996 - ISBN 0-19-285448-8
- The Triumph of the Moon: A History of Modern Pagan Witchcraft, 2001 - ISBN 0-19-285449-6
- Shamans: Siberian Spirituality and the Western Imagination, 2001 - ISBN 1-85285-324-7
- Witches, Druids and King Arthur, 2003 - ISBN 1-85285-397-2
- Debates in Stuart History, 2004 - ISBN 1-4039-3589-0
- The Druids: A History, 2007 - ISBN 978-1-85285-533-8
- A Very British Witchcraft, documental, 2013.[3]

### Contribuciones
| Title                            | Book title                                                                                                 | Year | Publisher                          | Author and/or editor                                | ISBN       |
| -------------------------------- | --- | ---- | ---------------------------------- | --------------------------------------------------- | ---------- |
| "Foreword"                       | Wiccan Roots: Gerald Gardner and the Modern Witchcraft Revival                                             | 2000 | Capall Bann (Chieveley)            | Philip Heselton                                     | 1861631103 |
| "Foreword"                       | Gerald Gardner and the Cauldron of Inspiration: An Investigation into the Sources of Gardnerian Witchcraft | 2004 | Capall Bann (Milverton)            | Philip Heselton                                     |            |
| "Foreword"                       | The New Generation Witches: Teenage Witchcraft in Contemporary Culture                                     | 2007 | Ashgate (Aldershot and Burlington) | Hannah E. Johnston and Peg Aloi (eds.)              |            |
| "Afterword"                      | Ten Years of Triumph of the Moon: A Collection of Essays                                                   | 2009 | Hidden Publishing                  | Dave Evans and Dave Green (eds.)                    |            |
| "Foreword"                       | Where Witchcraft Lives                                                                                     | 2010 | Whyte Tracks (Copenhagen)          | Doreen Valiente                                     |            |
| "Afterword: Caveats and Futures" | Signals of Belief in Early England: Anglo-Saxon Paganism Revisited                                         | 2010 | Oxbow Books (Oxford and Oakville)  | Martin Carver, Alex Sanmark and Sarah Semple (eds.) |            |
| "Introduction"                   | The Museum of Witchcraft: A Magical History                                                                | 2011 | The Occult Art Company (Boscastle) | Kerriann Godwin (ed.)                               |            |

### Papeles de antología
| Title                     | Book title                                                                            | Year | Publisher                                 | Editor/s                                    |
| ------------------------- | ------------------------------------------------------------------------------------- | ---- | ----------------------------------------- | ------------------------------------------- |
| "Modern Pagan Witchcraft" | The Athlone History of Witchcraft and Magic in Europe Volume 6: The Twentieth Century | 1999 | Athlone Press (London)                    | Bengt Ankarloo and Stuart Clark             |
| "Living with Witchcraft"  | Researching Paganisms                                                                 | 2004 | AltaMira                                  | Jenny Blain, Douglas Ezzy and Graham Harvey |
| "Megaliths and Memory"    | Written on Stone: The Cultural Reception of British Prehistoric Monuments             | 2009 | Cambridge Scholars Publishing (Newcastle) | Joanne Parker                               |

### Papeles de revistas académicas
| Title                                                | Journal                                                     | Volume | Year |
| ---------------------------------------------------- | ----------------------------------------------------------- | ------ | ---- |
| "Writing the History of Witchcraft: A Personal View" | The Pomegranate: The International Journal of Pagan Studies | 12 (2) | 2010 |

### Papeles académicos
- Pearson, Joanne; Roberts, Richard H; Samuel, Geoffrey (1998), «The Discovery of the Modern Goddess», Nature Religion Today, ISBN 0-7486-1057-X.

## Revisiones y evaluación

### Revisiones académicas
- Barry Collett, Review of Stations of the Sun, Sixteenth Century Journal, 29/1 (1998): 241–243.
- Christopher W. Marsh, Review of Stations of the Sun, Journal of Ecclesiastical History, 50 (1999): 133–135.
- Jonathan Roper, Review of Shamans, Folklore, April 2005,[4]
- Chas S. Clifton, Review of Witches, Druids and King Arthur, The Pomegranate: The International Journal of Pagan Studies, 7/1 (2005): 101–103.
- Christopher Chippindale, Review of The Pagan Religions of the Ancient British Isles, History Today, (1992)
- Hill, Dr. J. D. (2004) A Reply to Ronald Hutton’s Commentary ‘What did Happen to Lindow Man?’ TLS 30 Jan. Sent to The Times Literary Supplement 7 February 2004. (Hutton's original article available here)

### Otras revisiones
- Margaret Murray and the Distinguished Professor Hutton by Jani Farrell-Roberts: originally published as The Great Debate by Farrell-Roberts and Hutton in The Cauldron, 2003.
- Long, Asphodel P. (1992) Review of "The Pagan Religions of the Ancient British Isles", Wood and Water 39, Summer 1992.
- Barrett, David V., 21 July 2007, Independent. Book review: The Druids: A History[5]
- Hutton, Ronald, 01/12/1996, history.ac.uk, Review of The Witch in History: Early Modern and Twentieth-Century Representations.[6]
- A review of Ronald Hutton's  The Pagan Religions of the Ancient British Isles by Max Dashu, 1998 (suppressedhistories.net).
- A Review of Ronald Hutton's Blood and Mistletoe in the Independent